# Wezelcavia
De wezelcavia (Galea musteloides)  is een zoogdier uit de familie van de cavia-achtigen (Caviidae). De wetenschappelijke naam van de soort werd voor het eerst geldig gepubliceerd door Meyen in 1833.

## Voorkomen
De soort komt voor in Peru, Bolivia, Argentinië en Chili.